# Ruslan Məcidov
Ruslan Məcidov (Baku, 22 agosto 1985) è un ex calciatore azero, di ruolo portiere.

## Carriera

### Club
Ha giocato nella massima serie dei campionati polacco e azero, mentre in Russia e Iran ha giocato al massimo nella seconda serie.

### Nazionale
Debutta nel 2005, entrando nel secondo tempo dell'amichevole contro la Moldavia al posto di Cahangir Həsənzadə.

## Statistiche

### Cronologia presenze e reti in nazionale
| Cronologia completa delle presenze e delle reti in nazionale ― Azerbaigian | Cronologia completa delle presenze e delle reti in nazionale ― Azerbaigian | Cronologia completa delle presenze e delle reti in nazionale ― Azerbaigian | Cronologia completa delle presenze e delle reti in nazionale ― Azerbaigian | Cronologia completa delle presenze e delle reti in nazionale ― Azerbaigian | Cronologia completa delle presenze e delle reti in nazionale ― Azerbaigian | Cronologia completa delle presenze e delle reti in nazionale ― Azerbaigian | Cronologia completa delle presenze e delle reti in nazionale ― Azerbaigian |
| Data                                                                       | Città                                                                      | In casa                                                                    | Risultato                                                                  | Ospiti                                                                     | Competizione                                                               | Reti                                                                       | Note                                                                       |
| -------------------------------------------------------------------------- | -------------------------------------------------------------------------- | -------------------------------------------------------------------------- | -------------------------------------------------------------------------- | -------------------------------------------------------------------------- | -------------------------------------------------------------------------- | -------------------------------------------------------------------------- | -------------------------------------------------------------------------- |
| 9-2-2005                                                                   | Baku                                                                       | Azerbaigian                                                                | 0 – 0                                                                      | Moldavia                                                                   | Amichevole                                                                 | -                                                                          | 46’                                                                        |
| Totale                                                                     |                                                                            | Presenze                                                                   | 1                                                                          |                                                                            | Reti                                                                       | 0                                                                          |                                                                            |